# Rusty's Real Deal Baseball
Rusty's Real Deal Baseball (だるめしスポーツ店?, Darumeshi Supōtsu-ten) è un videogioco di baseball del 2013 pubblicato da Nintendo per Nintendo 3DS.
Il gioco prevede una serie di minigiochi ottenibili tramite microtransazioni, il cui prezzo può essere ridotto all'interno del videogioco.
Nella localizzazione per il mercato statunitense è stato modificato l'aspetto di Rusty Slugger.